# Идс (Колорадо)
Идс (енгл. Eads) град је у америчкој савезној држави Колорадо.

## Демографија
По попису из 2010. године број становника је 609, што је 138 (-18,5%) становника мање него 2000. године.
| Група             | 2000.       | 2010.       |
| Белци             | 703 (94,1%) | 577 (94,7%) |
| Афроамериканци    | 5 (0,7%)    | 3 (0,5%)    |
| Азијати           | 0 (0,0%)    | 0 (0,0%)    |
| Хиспаноамериканци | 22 (2,9%)   | 26 (4,3%)   |
| Укупно            | 747         | 609         |